# Tillandsia 'Curly Slim'
Tillandsia 'Curly Slim' es un  cultivar híbrido del género Tillandsia perteneciente a la familia  Bromeliaceae.
Es un híbrido creado en el año 1981 con las especies Tillandsia intermedia × Tillandsia streptophylla.